# Eulophus larvarum
Eulophus larvarum is een vliesvleugelig insect uit de familie Eulophidae. De wetenschappelijke naam werd gepubliceerd in 1758 door Carl Linnaeus in de tiende editie van Systema naturae.